# آسا، مراکش
آسا (به فرانسوی: Assa) یک شهرک در مراکش است که در استان آسا زاک واقع شده‌است. آسا ۱۸٬۳۶۷ نفر جمعیت دارد.